# Теренсай (селище)
Теренса́й (рос. Теренсай) — селище у складі Адамовського району Оренбурзької області, Росія.

## Населення
Населення — 1284 особи (2010; 1476 у 2002).
Національний склад (станом на 2002 рік):
- росіяни — 47 %
- казахи — 34 %